# Cirrochroa orissides
Cirrochroa orissides är en fjärilsart som beskrevs av Hans Fruhstorfer 1906. Cirrochroa orissides ingår i släktet Cirrochroa och familjen praktfjärilar. Inga underarter finns listade i Catalogue of Life.